# 甘家口駅
甘家口駅（かんかこうえき）は中華人民共和国北京市海淀区に位置する北京地下鉄16号線の駅。

## 駅構造
島式ホーム1面2線を有する地下駅である。

## 駅周辺
- 甘家口百貨
- 釣魚台国賓館
- 中国地質科学院
- 中国地質調査局

## 歴史
- 2020年12月31日 - 開業。[1]

## 隣の駅
北京地下鉄
■16号線
国家図書館駅 - 甘家口駅 - 玉淵潭東門駅